# La Font d’En Carròs
La Font d’En Carròs település Spanyolországban, Valencia tartományban. La Font d’En Carròs L’Alqueria de la Comtessa, Oliva, Villalonga, Potries, Beniflà, Beniarjó és Rafelcofer községekkel határos. Lakosainak száma 3938 fő (2024).

## Népesség
A település népessége az utóbbi években az alábbiak szerint változott:
| Lakosok száma | 3252 | 3421 | 3899 | 4178 | 4083 | 3796 | 3743 | 3794 | 3857 | 3938 |
|               | 2001 | 2004 | 2007 | 2009 | 2012 | 2014 | 2017 | 2019 | 2022 | 2024 |